# استودیو دراگون
استودیو دراگون کورپوریشن (کره‌ای: 스튜디오드래곤 주식회사; لاتین‌نویسی اصلاح‌شده: Seutyudiodeuraegon Jusikhoesa) یک شرکت کره جنوبی در زمینه تولید، بازاریابی و توزیع درام کره‌ای زیر نظر بخش سرگرمی سی‌جی ئی‌ان‌ام است. این شرکت در ۳ مه ۲۰۱۶ به عنوان یک شرکت اسپین-آف از بخش درام سی‌جی ئی‌اندام تأسیس شد. در سال ۲۰۱۸، استودیو دراگون به شرکت تابعه سی‌جی ئی‌ان‌ام تبدیل شد زیرا شرکت مادر قبلی یعنی سی‌جی ئی‌اندام در سی‌جی ئی‌ان‌ام ادغام شد.

## آثار تولیدی

### به عنوان شرکت تولید
- خانم اوه دیگر
- دارودسته
- نوازش قلبت
- دکتر جان
- عشق من هولو
- همچو پروانه
- دهکده ساحلی چاچاچا
- بیست و پنج بیست و یک
- غم‌های ما
- کیمیای روح
- دهن لق

### به عنوان برنامه‌ریز/ سازنده / توسعه دهنده
- سیندرلا و چهار شوالیه
- فردا با تو
- دروغگو و معشوقش
- چون این اولین زندگیمه
- وکیل بی‌قانون
- معشوقه
- صدا
- خاطرات الحمرا
- ابیس
- زندگی خصوصی او
- به آرامی ذوبم کن
- افسانه نه دم
- بیدار
- شکارچیان شگفت‌انگیز
- جیریسان
- زیر چتر ملکه